# Stephen Dunham
Stephen Dunham (Boston, 14 de Setembro de 1964 – Burbank, 14 de Setembro de 2012) foi um ator norte-americano.
Ficou conhecido por interpretar o Sr. Henderson no filme A Múmia (1999) e o personagem Edward Pillows na série de TV DAG.

## Carreira
Stephen nasceu em 1964, em Boston, como Stephen Dunham Bowers, mas cresceu em Manchester, em Nova Hampshire. Era democrata e foi casado com a atriz e modelo Alexondra Lee, de 2005 até 2012. Formado em arte dramática, ele começou sua carreira artística no teatro de improviso. Nesse meio tempo, teve diversos empregos para se sustentar. Stephen foi bartender, motorista de caminhão, atendente em lojas de aluguel de carros e produtor assistente de infomerciais.
Stephen começou a carreira em 1990, quando começou a fazer participações especiais em episódios de séries de TV. Ao longo dos anos ele foi visto em The Chronnicle, Presidio Med, Just Shoot Me, The Bill Engvall Show, True Jackson e Hot in Cleveland. Mas seu papel de maior destaque foi em 1999, no filme A Múmia. Originalmente, ele tinha feito o teste para o papel principal, de Rick O'Connell, que ficou com Brendan Fraser, mas o diretor do longa, Stephen Sommers, gostou tanto de sua atuação que o escalou para um papel menor, de Sr. Henderson, um dos norte-americanos em busca do tesouro egípcio.
Stephen integrou o elenco de três séries. A primeira foi Oh, Grow Up, produzida em 1999, com um total de doze episódios. A segunda foi DAG, produzida entre 2000 e 2001, com um total de dezessete episódios, onde ele interpretava o agente Edward Pillows. A terceira foi Hot Properties, produzida em 2005, com um total de treze episódios. As três séries eram sitcoms.
Em 2003, Stephen teve participações recorrentes em What I Like About You, sitcom estrelada por Amanda Bynes e Jennie Garth, na qual ele interpretou Peter, o segundo solteirão mais cobiçado de Nova Iorque, que se envolve com Valerie (Garth).
No cinema, Stephen esteve nos filmes, além de A Múmia, Traffic – Ninguém Sai Limpo, Prenda-me Se For Capaz, Tratamento de Choque, Agente 86, A Sogra e Selvagens. Seu último trabalho foi Paranormal Activity 4, no qual ele contracena ao lado da esposa. O filme foi lançado postumamente.

## Morte
Stephen morreu no dia de seu aniversário, 14 de setembro de 2012, ao completar 48 anos, devido a um infarto sofrido dias antes. Ele estava internado no Hospital Providence St. Joseph, em Burbank, na Califórnia. Seu corpo foi cremado e as cinzas entregues à família.

## Filmografia

### Filme
| Ano  | Título                      | Papel                     | Notas        |
| ---- | --------------------------- | ------------------------- | ------------ |
| 1987 | You Talkin' to Me?          |                           | Sem créditos |
| 1995 | Nonstop Pyramid Action      | Nick                      | Short        |
| 1999 | A Múmia                     | Isaac Henderson           |              |
| 2000 | Nothing Sacred              | Matt                      |              |
| 2000 | Traffic – Ninguém Sai Limpo | Lobista                   |              |
| 2002 | Prenda-me Se For Capaz      | Piloto #2                 |              |
| 2003 | Tratamento de Choque        | Maitre                    |              |
| 2005 | Monster-in-Law              | Dr. Paul Chamberlain      |              |
| 2008 | Agente 86                   | Agente do Serviço Secreto |              |
| 2012 | Savages                     | Six                       | sem créditos |
| 2012 | Paranormal Activity 4       | Doug Nelson               | Póstumo      |

### Televisão
| Ano       | Título                | Papel                       | Notas                               |
| --------- | --------------------- | --------------------------- | ----------------------------------- |
| 1990      | Grand                 | Repairman                   | Episódio: Janice Steals Home        |
| 1999      | Oh, Grow Up           | Hunter Franklin             | 12 episódios                        |
| 2000–2001 | DAG                   | Agente Edward Pillows       | 17 episódios                        |
| 2002      | The Chronicle         | Louis Phillips              | 2 episódios                         |
| 2002      | Presidio Med          |                             | Episódio: When Approaching a Let-Go |
| 2003      | Just Shoot Me!        | Andrew the Environmentalist | Episódio: A Simple Kiss of Fate     |
| 2003      | What I Like About You | Peter                       | 8 episódios                         |
| 2005      | Hot Properties        | Dr. Charlie Thorpe          | 13 episódios                        |
| 2009      | The Bill Engvall Show | Danny                       | 3 episódios                         |
| 2008–2010 | True Jackson, VP      | Chad Brackett               | 2 episódios                         |
| 2011      | Hot in Cleveland      | Abner                       | Episódio: Where's Elka?             |